# Palácio Príncipe Max von Baden

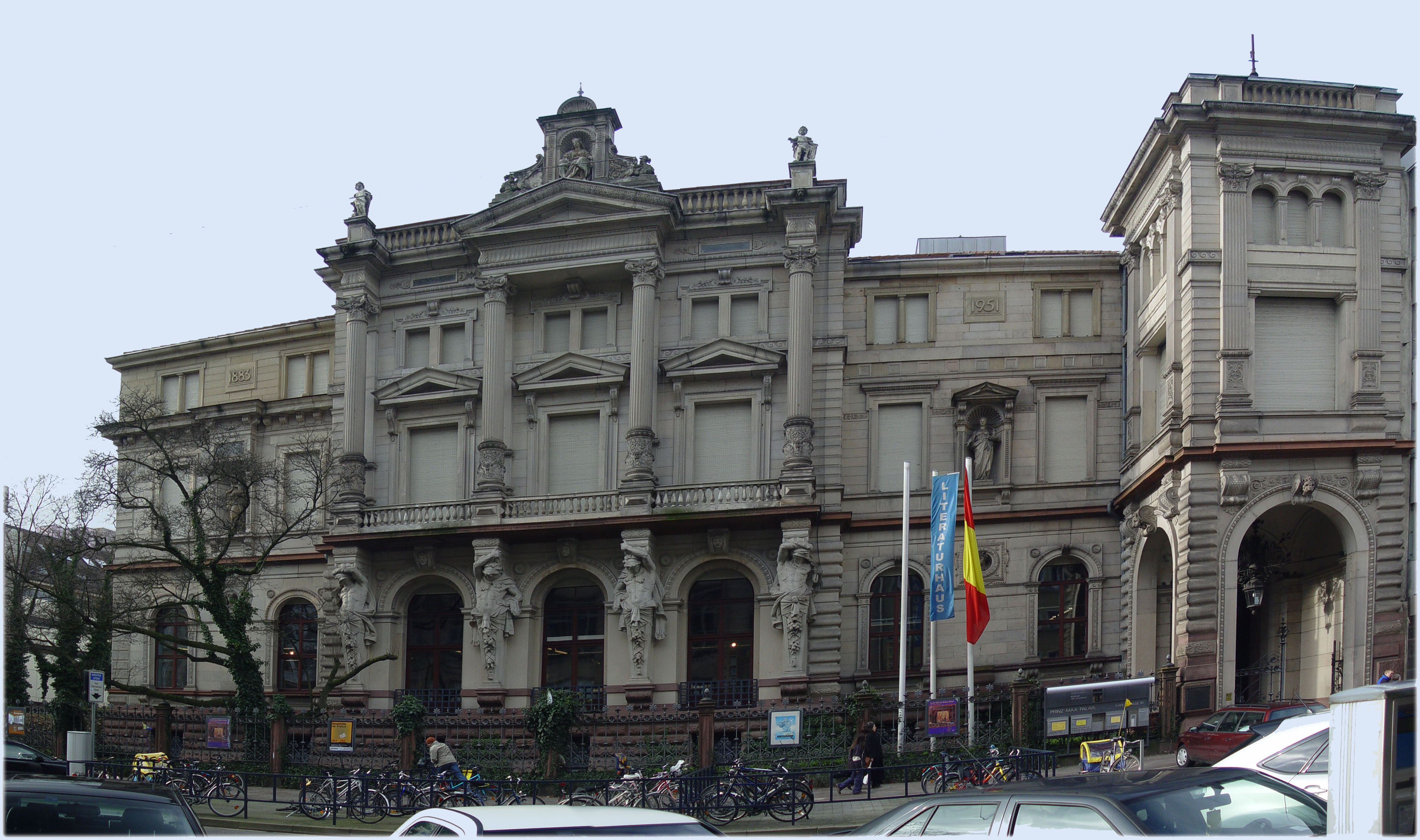
Vista frontal

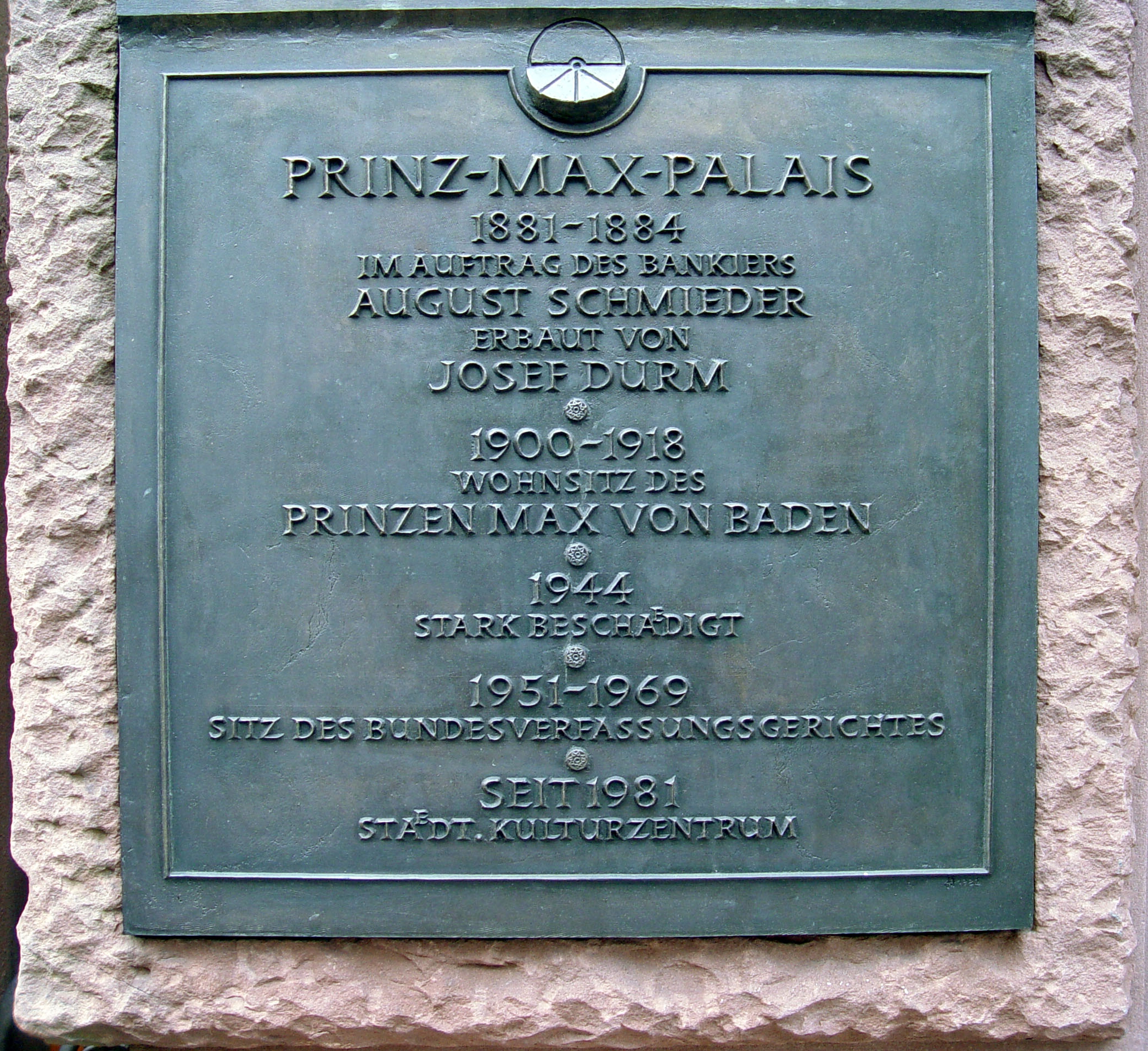
Placa indicativa

O Palácio Príncipe Max von Baden em alemão:  Prinz-Max-Palais é uma construção no estilo Gründerzeit em Karlsruhe. Batizado com o nome de Max de Baden, o último chanceler do Império Alemão.
Foi construído de 1881 a 1884, projetado pelo arquiteto Josef Durm. O banqueiro August Schmieder, que adquiriu fortuna em Wrocław, ordenou sua construção como local de repouso de idosos. O príncipe Max von Baden o adquiriu em 1894.
Foi severamente danificado por ataques aéreoa na Segunda Guerra Mundial. Após ser reconstruído abrigou inicialmente o Tribunal Constitucional Federal da Alemanha e a Pädagogische Hochschule.